# Andrea Gardini
Andrea Gardini (Bagnacavallo, Italia, 1 de octubre de 1965) es un exjugador profesional y entrenador de voleibol italiano.

## Biografía
Crecido en las juveniles del equipo de su ciudad, debuta en la Primera División de Italia en 1982 en el Casadio Ravenna. Gana su primer título en la temporada 1986/1987 con el Zinella Volley Bologna cuando levanta la Recopa de Europa tras derrotar a los búlgaros del Levski Sofía. En 1990 ficha  por el Porta Ravenna Volley vivendo la edad de oro del club y ganando 1 campeonato y 1 copa de Italia, dos Champions League consecutivas (1991/1992 y 1992/1993), la Supercopa de Europa 1992 y el Mundial de clubes de 1991 en tan sólo tres temporadas. En verano de 1993 se marcha al Sisley Treviso agrandando su palmarés con 4 campeonatos, 1 Supercopa de Italia, 1 Challenge Cup, 1 Recopa de Europa, 1 Supercopa de Europa y otras dos Champions League. En la temporada 1999/2000 con 35 años ficha por dos temporadas por el Roma Volley levantando un campeonato y su segunda Challenge Cup; acaba su carrera entre el Pallavolo Modena (logrando ganar el séptimo campeonato de su carrera) y el Volley Piacenza.
Gardini es uno de los protagonistas de los éxitos obtenidos por la Italia en la década de los 90 y forma parte de la generación de los fenómenos del voleibol italiano. Con los Azzurri participa en cuatro ediciones de los Juegos Olímpicos entre 1988 y 2000, ganando la medalla de plata en la edición de  Atlanta 1996 y el bronce en la de   Juegos Olímpicos de Sídney 2000. Triunfa en el Mundial por tres veces consecutivas (en 1990, 1994 y 1998), en la Eurocopa por 4 veces y en la Liga Mundial por 8 veces.
En 2007 se convierte en el primer voleibolista italiano en ser incluido en la Volleyball Hall of Fame en la categoría jugador.

## Palmarés

### Jugador

#### Clubes
- Campeonato de Italia (7): 1990,1991, 1993,1994, 1995/1996, 1997/1998, 1998/1999, 1999/2000, 2000/2001
- Copa de Italia (1): 1990/1991
- Supercopa de Italia (1): 1998
- Champions League (4): 1991/1992, 1992/1993, 1994/1995, 1998/1999
- Supercopa de Europa (2): 1992, 1994
- Recopa de Europa/Copa CEV (2):  1986/1987, 1993/1994
- Challenge Cup (2): 1997/1998, 1999/2000
- Campeonato Mundial de Clubes (1) : 1991